# Nyköping (stad)
Nyköping is de hoofdplaats van de gelijknamige gemeente Nyköping in het landschap Södermanland en de provincie Södermanlands län in Zweden. De stad heeft 27.720 inwoners (2005) en een oppervlakte van 1231 hectare. Nyköping is tevens de hoofdstad van de Södermanlands län.
Nyköping is gelegen aan de kust op de plaats waar de rivier de Nyköpingsån in de Oostzee uitmondt. De stad ligt tussen de steden Södertälje, Norrköping en Oxelösund.

## Geschiedenis
In het gebied bevinden zich sporen van bewoning van voor 2000 voor Christus. In de vroege middeleeuwen, circa 1000 na christus, was Nyköping een van de vele hoofdplaatsen in het Zweedse koninkrijk, die toen verspreid bestonden. In de 13e eeuw werd begonnen met de bouw van de burcht, in de volgende eeuw zou deze uitgroeien tot een van de sterkste in het land. Het stadswapen verwijst mogelijk naar een van de torens van de burcht.
In 1317 vond hier het Banket van Nyköping plaats, een belangrijke historische gebeurtenis: koning Birger I van Zweden nam hierbij zijn twee broers gevangen als vergelding voor dingen die hem eerder werden aangedaan. Hij liet de twee verhongeren in een van de kerkers van het kasteel.
De vroegste vermelding van de stad en haar stadsrechten dateert uit 1444, waarmee het een van de oudste steden van Zweden is. In de 16e eeuw werd Nyköping de zetel van hertog Karel, de latere Karel IX van Zweden. Door de status van koninklijke residentie groeide Nyköping uit tot haar grootste omvang ooit. In 1665 verwoestte een grote brand de stad en het kasteel en dit gebeurde opnieuw in 1719 door Russische troepen die de stad binnenvielen. De stad werd opnieuw opgebouwd naar het straatbeeld zoals het nu nog bestaat.
Nyköping was een van de eerste plaatsen in Zweden die in de 19e eeuw opging in de industrialisatie, textielfabrieken werden onder andere geopend.

## Verkeer en vervoer
Bij de plaats lopen de E4, Riksväg 52, Riksväg 53, Länsväg 219 en Länsväg 223.
Net buiten Nyköping ligt het international vliegveld Stockholm-Skavsta.
Aan de kust heeft de plaats een haven.
De plaats heeft een station aan de spoorlijnen Katrineholm - Malmö en Järna - Åby.

## Zustersteden
- Iisalmi (Finland)
- Lauf an der Pegnitz (Duitsland)
- Notodden (Noorwegen)
- Nykøbing Falster (Denemarken)
- Vyborg (Rusland)

## Geboren
- Karel X Gustaaf van Zweden (1622-1660), koning van Zweden
- Anna Åkerhielm (1642-1698), schrijfster en reiziger
- Birgit Cullberg (1908-1999), danseres en choreografe
- Gert Fredriksson (1919-2006), kanovaarder
- Pierre Fulke (1971), golfer en golfbaanarchitect

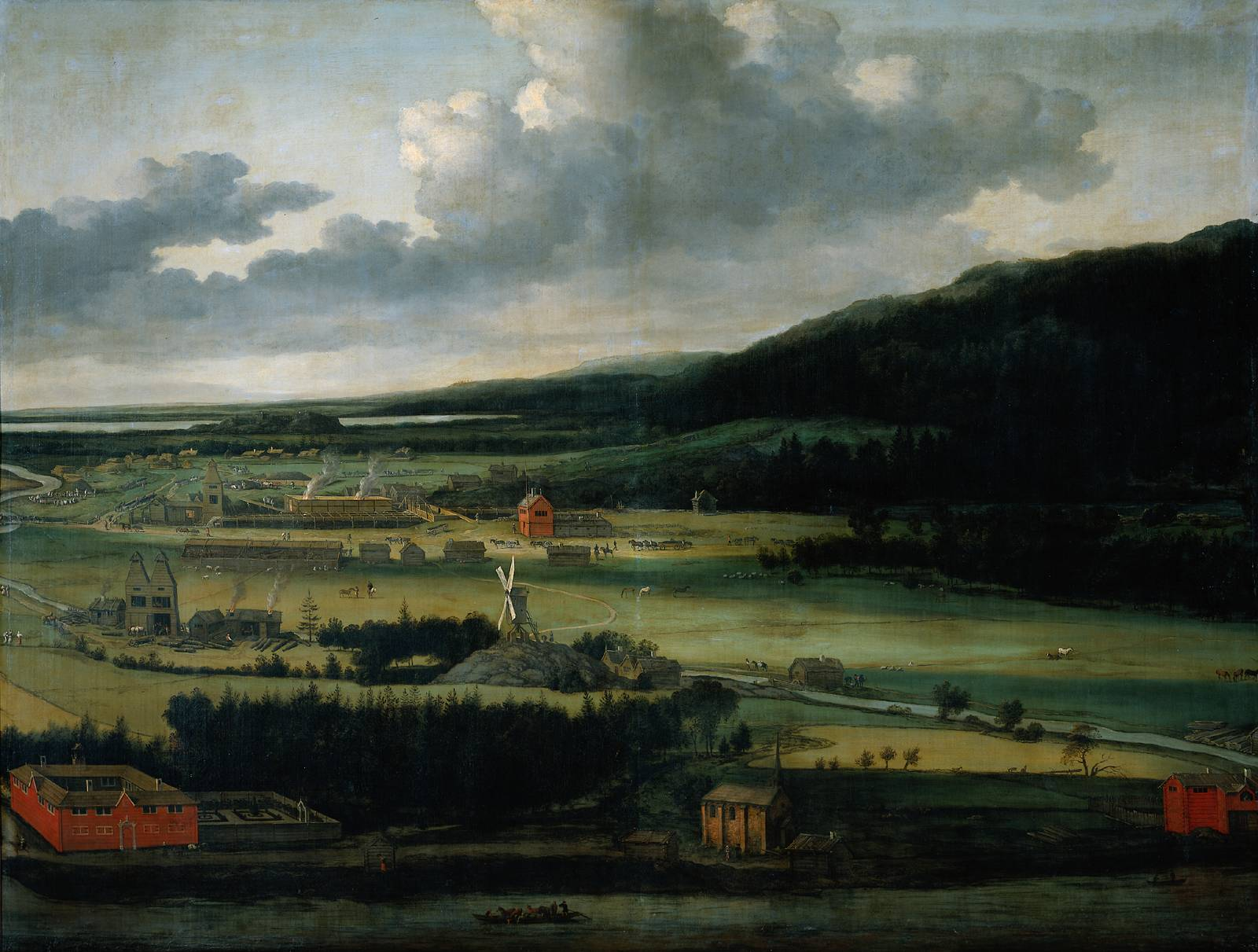
De geschutgieterij Julita Bruk van de familie Trip, Allart van Everdingen.